# 피야시실리스
피야시실리스 (~기원전 1315)는 히타이트 왕자로 수필룰리우마 1세의 중간 아들이었다. 그는 아르누완다 2세의 동생이었지만 무르실리 2세의 형이었다. 그리고 아마도 잔난자보다는 형이었다.

## 역사
수필룰리우마가 하니갈바트의 투슈라타 왕의 아들 샤티와자와 조약을 체결한 후 그의 딸 중의 하나를 그와 결혼시켰다. 피야실리스는 히타이트 군대를 이끌고 샤티와자를 하니갈바트의 왕으로 설치하였다. 히타이트의 문헌에 따르면 피야시실리스와 샤티와자는 유프라테스강을 카르케미시에서 건너서 이리두로 행군하였다. 이리두와 하란을 줄인 후에 그들은 와시슈칸니로 계속하였으며 수도 타이테도 정복하였다.
샤티와자가 하니갈바트의 속주 군주로 된 후에 수필룰리우마는 피야시실리에게 아카드 이름 샤리쿠수 라는 이름을 주었고 아시타타와 카르케미시의 영토를 주었다. 사실 유프라테스의 서쪽의 이전 미탄니의 전 영토가 피야시실리에 의해 지배되었다.
이집트가 카데시(킨자)를 공격하자 수필룰리우마는 포위하고 탈환하였으며 그곳도 피야시실리의 관할 아래에 두었다. 샤리쿠수라는 이름을 그 때까지 지니면서 기원전 1320년 피야시실리는 아르자와 원정시에 무르실리의 원군이 되었다. 그 후 피야시실리는 카르카미시로 돌아왔다.
피야시실리는 병들고 무르실리 2세 재위 9년이 되기 전에 죽었다. 그의 사후 반란이 카데시에서 발생하였다. 반란이 진압된 후에 피야실리스의 아들이 카데시의 왕으로 무르실리 2세에 의해 선언되었다.